# Intercessio
L’intercessio est un concept juridique de la Rome antique, dont la signification propre et technique varie selon qu'on se situe dans le domaine du droit public ou du droit privé, mais dont le trait commun à ces deux branches du droit est qu'elle implique l'intervention d'une personne à l'occasion d'un acte accompli par autrui. 

## Droit public

### Principe
L’intercessio est, dans le principe, le droit attribué dès la fondation de la République à chacun des consuls d'empêcher un acte accompli par son collègue de produire ses conséquences légales ; c'est une conséquence du principe de la collégialité (par potestas). Grâce à l'intercessio, les pouvoirs étendus des consuls se limitent réciproquement : l'opposition de l'un paralyse l'action de l'autre. 
Lors de la création du tribunat de la plèbe, en l'an 493 av. J.-C., les tribuns acquirent le droit d'arrêter l'effet des actes des consuls. C'est même leur raison d'être et leur fonction essentielle (auxilium tribunicium) : ils peuvent, dans l'intérêt de la plèbe, limiter les pouvoirs des magistrats patriciens. L’intercessio ne procède plus ici du principe de la collégialité : les tribuns interviennent contre un magistrat qui ne fait pas partie de leur collège. 
Enfin, lorsque de nouvelles magistratures ont été créées, l'une supérieure au consulat (la dictature), les autres inférieures (la préture, l'édilité, la questure), le principe de l'intercessio entre collègues a été appliqué, et de plus l’intercessio a permis au magistrat supérieur (major potestas) d'annuler les actes de son inférieur. Le même droit a été accordé aux tribuns de la plèbe : ils ont pu dès lors s'opposer aux actes de tous les magistrats, le dictateur excepté. L’intercessio des tribuns a pu s'exercer notamment contre les actes du censeur, tandis que ce droit faisait vraisemblablement défaut au consul.

### Formes et effets de l’intercessio
L'intercession exige l'intervention personnelle du magistrat. Sa présence est nécessaire. Il doit notifier lui-même son opposition à l'auteur de l'acte. Aussi était-il interdit aux tribuns de la plèbe de passer la nuit hors de Rome. Il fallait qu'à toute heure on pût faire appel à leur auxilium. 
L’intercessio a pour effet d'empêcher l'acte accompli par un magistrat d'un rang égal ou supérieur de produire ses conséquences légales. Plutarque compare l'effet de l’intercessio à celui d'une exception en droit privé. Les textes caractérisent cet effet par les mots vetare, impedire, prohibere. Il ne faudrait pas cependant confondre l'intercession avec la prohibition proprement dite. La prohibition est un attribut de la major potestas. C'est le droit pour un magistrat supérieur de défendre à son inférieur d'user de ses pouvoirs, soit dans un cas particulier, par exemple en convoquant l'assemblée du peuple, soit d'une manière générale. L'exercice de ce droit n'a aucune influence sur la validité de l'acte accompli au mépris de la prohibition. Le droit du magistrat supérieur n'a d'autre sanction que la menace d'une peine à infliger au contrevenant. La prohibition est le plus souvent un acte comminatoire : si le magistrat de qui il émane voulait le réaliser en vertu de son pouvoir de coercition, il courrait le risque d'être arrêté par une intercession. 
Le droit de prohibition est donc loin d'avoir l'efficacité du droit d'intercession. Il y a cependant quelques cas où le droit d'intercession lui-même devenait illusoire, lorsque par exemple que le magistrat ne tenait pas compte de l'opposition qui lui avait été notifiée, et qu'il s'agissait d'un acte sur lequel il était impossible de revenir, comme l'exécution d'un condamné à mort. Le magistrat, il est vrai, était passible d'une poursuite criminelle, mais cette poursuite pouvait être éludée; elle ne pouvait d'ailleurs être intentée contre un magistrat supérieur, tant qu'il était en fonction. Aussi le moyen le plus sûr de rendre l'intercession efficace était-il de forcer le magistrat à s'y conformer. Mais cette contrainte n'était pas admise entre magistrats ayant un pouvoir égal comme les consuls : seuls les tribuns avaient le droit de coercition à l'égard de tout magistrat. Aussi ce sont les tribuns de la plèbe qui ont le plus largement usé du droit d'intercession. En dehors de l'intercession des consuls, on trouve des exemples d'intercession entre consuls ou entre les préteurs urbain et pérégrin ; il est bien plus rare de voir un consul intercéder contre les actes de magistrats ayant des attributions différentes, tels que le préteur, l'édile ou le questeur.

### Applications de l’intercessio
L'intercession ne devait pas être exercée d'une façon arbitraire. La crainte de l'opinion publique, la honte d'un échec, la responsabilité encourue pour un usage téméraire du droit d'intercession, arrêtaient bien souvent les plus audacieux. Il se passait parfois plusieurs années sans qu'il y eût un seul cas d'intercession. Elle s'appliquait normalement à des actes contraires à la loi ou aux usages de la cité. Elle n'était d'ailleurs usitée que contre trois sortes d'actes : les décrets des magistrats, les Sénatus-consultes, les propositions (rogationes) soumises par les magistrats aux comices. 

#### Intercessiocontre les décrets des magistrats
Tout citoyen, lésé par un décret d'un magistrat, a le droit de faire appel à l'intervention d'un autre magistrat de rang égal ou supérieur. L’intercessio n'a jamais lieu d'office : il faut une appellatio. Cet appel doit être formé dans un délai très bref : au IIe siècle, il était de deux jours. Le magistrat doit prendre une décision dans un très court délai : la loi municipale de Salpensa lui accorde trois jours. 
Lorsque l'appel est adressé au collège des tribuns, ceux-ci se réunissent comme en un tribunal près de la basilique Porcia. Assis sur leur subsellium, ils procèdent à l'examen de l'affaire (cognitio). Un débat contradictoire s'engage alors entre l'appelant et la partie ayant obtenu le décret attaqué. Parfois l'auteur du décret vient en personne le défendre. Les tribuns rendent, après délibéré, une sentence ordinairement motivée. En cas de désaccord et ou lorsque la majorité est défavorable à l'intercession, rien n'empêche celui des tribuns qui est d'un avis différent d'user de son droit. 
L'intercessio contre les décrets des magistrats est admise en toute matière, civile, criminelle ou administrative : 
- Au civil : la rédaction de la formule peut motiver un appel. Cicéron rapporte une contestation survenue entre M. Tullius et Q. Fabius. Celui-ci demandait l'insertion dans la formule du mot : injuria. Sur le refus du préteur, Fabius en appelle d'abord au tribun Métellus, puis à ses collègues. Tous déclarent qu'ils n'ajouteront rien à la formule (se nihil addituros). Ailleurs, Cicéron parle d'un appel aux tribuns pour obtenir l'insertion d'une exception[réf. souhaitée], pour se soustraire à une satisdation judicatum solvi. L'appel peut aussi être formé contre l'addictao d'un débiteur, contre un décret accordant la bonorum possessio secundum tabulas. Mais il n'y a pas d'exemple d'un appel contre la sentence d'un juge. Dans des cas tout à fait exceptionnels, le magistrat invite les juges qui ont rendu la sentence à examiner l'affaire à nouveau, lorsqu'il a lieu de croire qu'ils n'ont pas eu la liberté de leur jugement, ou qu'il est survenu un fait de nature à modifier la sentence. Il n'y a pas non plus d'exemple d'intercession contre les décisions du tribunal des centumvirs.

- Au criminel : l'appel est recevable contre tout acte de coercition, de procédure ou d'exécution. Des raisons politiques, des relations personnelles déterminent souvent les tribuns à l'accueillir. Mais l'intercessio n'est pas admise dans les procès qui donnent lieu à une quaestio perpetua. Un passage du discours de Cicéron contre Vatinius est formel en ce sens. Vatinius, accusé en vertu de la loi Licinia Junia et cité à comparaître au bout de trente jours, avait fait appel aux tribuns. Cicéron le lui reproche comme un acte absolument inusité. Le tribun, dit-il, n'a pas le pouvoir d'arrêter cette instance : ni le droit, ni la coutume ne l'y autorisent.

- En matière administrative : on peut frapper d'appel les décrets des questeurs pour le recouvrement des impôts, les décrets des magistrats ordonnant l'arrestation d'un débiteur de l'État ou la saisie de ses biens, enfin et surtout les mesures de coercition prises contre un citoyen soumis au service militaire lorsqu'il ne se rend pas à l'appel.

#### Intercessiocontre les sénatus-consultes
Le droit d’intercessio appartient ici à tout magistrat de rang égal ou supérieur à celui qui a proposé au Sénat la décision attaquée. Il appartient également aux tribuns, et ce sont eux qui en ont fait l'usage le plus fréquent. Après Sylla, on ne trouve pas d'exemple certain d'intercession consulaire. Les tribuns ont eu le droit d'intercéder contre les sénatus-consultes bien avant d'obtenir le droit de siéger au Sénat. Aussi faisaient-ils placer leur banc devant la porte du Sénat pour être en mesure d'intercéder de suite. Le droit d’intercessio s'exerce en effet, pendant ou immédiatement après le vote, et a pour effet de le priver de sa valeur légale. La décision du Sénat n'en était pas moins conservée par écrit à titre de senatus aucloritas. Si l'opposition venait à être levée, le vote étant acquis, la décision était désormais traitée comme un sénatus-consulte. 
En pratique, le magistrat faisait connaître d'avance son intention d'intercéder ; c'était un moyen d'obtenir le retrait de la proposition soumise au Sénat. De son côté l'auteur de la proposition cherchait à obtenir le retrait de l'intercession, et s'il n'y réussissait pas, il pouvait demander au sénat un vote de blâme contre le magistrat qui s'opposait à une mesure conforme au bien public.

#### Intercessiocontre lesrogationes
Les propositions soumises par les magistrats aux comices peuvent être frappées d’intercessio, quelle que soit la nature de la proposition et l'espèce des comices. L’intercessio doit avoir lieu au moment où le vote va commencer. 
Le droit à l’intercessio contre les rogationes a été de bonne heure réservé aux tribuns. S'il a appartenu à l'origine aux consuls, comme cela est vraisemblable, il n'y en a pas cependant d'exemple certain. 

#### Des restrictions au droit d’intercessio
Dans les trois sortes d'actes pour lesquels l’intercessio a été admise, le droit d'intercéder a été limité par la loi. D'abord en matière civile, il est de principe qu'un magistrat ne peut intercéder plus d'une fois dans la même affaire ; puis des dispositions législatives ont écarté l’intercessio contre les sénatus-consultes et contre les rogationes ; telle est la loi Sempronia de l'an DCXXI AUC (133 av. J.-C.) qui défend d'intercéder contre les sénatus-consultes relatifs à l'attribution des provinces consulaires ; telle est aussi la loi municipale de Malaga qui, au chapitre LVIII, défend, sous peine d'une amende de 10 000 sesterces, d'empêcher par voie d’intercessio la convocation des comices.

### L’intercessiosous l'Empire
Sous l'Empire, le droit d’intercessio appartient à l'empereur : c'est la conséquence de la puissance tribunitienne dont il est investi. Au Ier siècle, les empereurs ont plusieurs fois usé de l’intercessio contre les sénatus-consultes. Leur droit est incomparablement plus efficace que celui des tribuns, pour deux raisons : d'abord il est viager au lieu d'être annal ; puis il s'exerce dans tout l'empire et non pas seulement à Rome et dans la banlieue. Aussi le pouvoir des autres tribuns s'efface-t-il devant celui de l'empereur. Pline le Jeune demande si le tribunat est une ombre vaine et un simple titre ou un pouvoir sacro-saint. 
On trouve cependant encore au Ier siècle quelques exemples d'intercession tribunitienne, soit contre les sénatus-consultes, soit contre les décrets des magistrats. Quant à leur droit d'intercéder contre les rogationes, il a disparu lorsqu'on a cessé de convoquer le peuple dans les comices. 
Le droit d'intercession des tribuns fut restreint par un sénatus-consulte de l'an 56 de notre ère. Il leur fut interdit d'évoquer les causes civiles de la compétence des préteurs ou des consuls. Après Hadrien, on ne trouve plus trace de l’intercessio tribunitienne. Il en est de même de l'intercession des magistrats du peuple romain : elle est encore mentionnée dans l'édit perpétuel rédigé sous Hadrien, mais elle ne tarda pas à tomber en désuétude, car Ulpien, dans son commentaire sur l'édit, composé moins d'un siècle plus tard, n'en cite aucun exemple. Quant à l’intercessio impériale, elle s'est peu à peu transformée à mesure que le système de l'appel s'est développé. Les empereurs ne se sont pas contenté d'annuler les décrets des magistrats : ils les ont réformés.

### L’intercessiohors de Rome
L’intercessio tribunitienne ne peut en principe être exercée qu'à Rome, dans les limites du pomœrium. Cependant, comme la juridiction du préteur urbain s'étend jusqu'à la première borne milliaire, comme le peuple et le sénat étaient souvent convoqués hors des portes de la ville, c'eût été rendre illusoire l’auxilium des tribuns que d'en renfermer l'exercice dans l'enceinte de Rome. On autorisa les tribuns à intercéder dans la banlieue, dans un rayon d'un mille autour de la ville. Toutefois cette règle souffre une exception ; il y a un cas où l'intercession n'est possible que dans les limites du pomœrium : pour les actes d'un magistrat revêtu de l’imperium militaire et qui, lors de son départ, a pris les auspices au Capitole. Aucune intercession n'est admise contre lui dès qu'il a franchi l'enceinte de la ville. 
Dans les provinces, l’intercessio était d'une application peu fréquente. Les tribuns n'y avaient aucune autorité, parfois cependant le sénat envoya des tribuns auprès de certains chefs militaires, mais dans des circonstances d'une gravité exceptionnelle. En général, les gouverneurs des provinces étaient affranchis de tout contrôle, et comme ils n'avaient pas de collègues, ils agissaient suivant leur bon plaisir. C'était pour eux une situation fort agréable ; Cicéron en fait l'aveu à son frère. 
Est-ce à dire que l’intercessio n'ait pu avoir lieu dans les provinces? On l'a prétendu, et l'on a dit que celui qui était lésé par un décret du gouverneur n'avait que la ressource d'en poursuivre l'auteur en justice après son retour à Rome, ou d'en demander la rescision à son successeur. Il y a là une exagération. L’intercessio était possible même dans les provinces, mais son application était très restreinte : il ne pouvait en être question ni contre les sénatus-consultes ni contre les rogationes, mais le dictateur pouvait intercéder contre un acte du magister equitum, ou le proconsul contre un acte de son questeur. 
Si l’intercessio joue un rôle très secondaire dans l'organisation provinciale, on la retrouve dans les municipes organisés sur le modèle de Rome aux derniers siècles de la République. Mais des causes diverses ont exclu l’intercessio contre les décrets des magistrats, dans les municipes italiques ; une clause de ce genre se trouve dans la loi de Bantia, la loi Rubria, la loi municipale de Jules César. 
Dans les municipes extra-italiques, l’intercessio s'est conservée sous l'Empire : la loi municipale de Salpensa et celle de Malaga en offrent un exemple pour le règne de Domitien. La première contient un chapitre de intercessione vir(um) et aedil(ium) q(uaestorum) ; la seconde défend ne quis intercedito neve quit aliut facito, quo minus in eo municipio h(ac) l(ege) comitia habeantur perficiantur. L’intercessio est admise entre duumvirs, édiles ou questeurs, en vertu du principe de la collégialité ; on peut aussi demander à un duumvir d'intercéder contre un acte d'un édile ou d'un questeur, en vertu du principe de la major potestas.

## Droit privé

### Notion et formes de l’intercessio
L’intercessio en droit privé consiste à se charger de la dette d'autrui (alienam obligationem in se suscipere) sans y avoir intérêt. Elle peut se produire de plusieurs manières. On distingue habituellement l’intercessio cumulative et l’intercessio privative. L’intercessio est cumulative lorsqu'on s'oblige à côté du débiteur principal, à titre de caution ou même de codébiteur solidaire, ou lorsqu'on donne un gage ou une hypothèque pour sûreté de la dette d'autrui. L’intercessio est privative lorsqu'on s'oblige à la place du débiteur principal (expromissio) ou qu'on défend en justice au nom d'autrui. 
Dans la plupart des cas, celui qui se porte caution, expromissor ou defensor, n'a aucun intérêt personnel ; aussi la conclusion d'un de ces actes fait-elle présumer l’intercessio. Mais cette présomption cède devant la preuve contraire, par exemple si j'ai cautionné une personne qui a emprunté de l'argent pour accomplir un acte dans mon intérêt. À l'inverse, l’intercessio peut se dissimuler sous l'apparence d'un acte que l'on conclut pour son propre compte : par exemple lorsqu'une personne qui passe pour solvable emprunte de l'argent pour le remettre à un tiers qui n'a pas de crédit. 
De ces divers modes d'intercession, les plus usités sont :
- le cautionnement ;
- l'hypothèque.

### Des personnes incapables d'intercéder
Si la jurisprudence romaine a déterminé avec précision les actes susceptibles de constituer une intercessio, c'est qu'il y a diverses classes de personnes à qui il est interdit d'intercéder, soit d'une manière générale, soit dans certains cas spéciaux. Dans la première catégorie entrent les esclaves et les femmes; dans la seconde, les militaires et les décurions. 

#### Incapacités générales
Les incapacités spéciales ont été établies à une époque tardive : l'incapacité des militaires est mentionnée dans les documents du IIIe siècle de notre ère ; celle des curiales est du Ve siècle. Les incapacités générales sont plus anciennes. Elles ont vraisemblablement existé dans les mœurs avant d'avoir été consacrées par la loi ou par la jurisprudence. Deux faits le prouvent : d'abord le sénatus-consulte Velléien affirme que l’intercessio est un officium virile ; puis l’intercessio défendue à l'esclave est permise au fils de famille, bien qu'ils soient l'un et l'autre alieni juriss. L’intercessio était donc, aux yeux des Romains, un office viril, un office qu'un homme libre est seul en mesure de rendre. Cette conception de l’intercessio est conforme au caractère que présentaient les formes anciennes du cautionnement ; la sponsio et la fidepromissio. C'était un service qu'on demandait aux tribules, aux grands personnages, aux hommes politiques. Les uns et les autres se portaient garants de l'honorabilité du débiteur, de son exactitude à remplir ses engagements. Lorsqu'après la création de la fidéjussion, le cautionnement prit essentiellement le caractère d'un engagement pécuniaire, il n'y eut pas même raison qu'autrefois pour l'interdire aux femmes sui juris : elles n'étaient pas incapables de s'obliger. Sous l'Empire, la situation fut modifiée, sinon quant aux esclaves, du moins quant aux femmes. Les esclaves restèrent incapables d'intercéder, parce qu'ils restèrent incapables de s'obliger, ou plus exactement d'obliger leur maître dans l'intérêt d'autrui. 
Sous l'Empire, comme à l'époque antérieure, l'esclave ne peut en principe obliger son maître, sinon par ses délits. Cette règle a été écartée en faveur de l'esclave chargé par son maître de l'administration d'un pécule, mais cette exception, qui a été admise pour faciliter l'administration du pécule, trouve sa limite dans l'intérêt même du pécule. L'esclave administrateur d'un pécule pourra donc partager la dette d'autrui ou se charger de l'obligation d'autrui toutes les fois que cet acte sera dans l'intérêt du pécule : mais il ne pourra s'obliger pour autrui ou à la place d'autrui lorsque le pécule n'y aura pas intérêt. Or c'est là ce qui caractérise l’intercessio. Cette distinction entre le cas où l'esclave s'oblige dans l'intérêt de son pécule ou dans l'intérêt d'autrui fut d'abord formulée par les chefs de l'école sabinienne ; elle est acceptée, au commencement du IIe siècle, par le proculien Celse aussi bien que par Julien. Elle a pour conséquence de priver le créancier de tout recours contre le maître, mais l'esclave reste tenu d'une obligation naturelle susceptible de produire certains effets. 
La prohibition de l’intercessio résulte, pour les esclaves, des principes généraux du droit. Aucune loi n'a été nécessaire pour la sanctionner. Il en est autrement de la prohibition relative aux femmes. Elle apparaît pour la première fois, mais avec un caractère spécial, dans un édit d'Auguste : il est défendu aux femmes d'intercéder pour leurs maris. Cet édit se rattache à un ensemble de dispositions par lesquelles Auguste avait cherché à assurer aux femmes la restitution de leur dot. L'exercice de leur droit eût été compromis si le mari avait pu faire garantir ses dettes par sa femme. Dans cet édit apparaît une idée nouvelle, une idée de protection : on craint que la femme n'ait la faiblesse de contracter un engagement dont elle n'apercevra pas les conséquences. 
L'édit d'Auguste fut confirmé par un édit de Claude. Bientôt après, un sénatus-consulte de l'an 46, rendu sur la proposition des consuls Marcus Silanus et Vellaeus Tutor, généralisa l'idée qui avait inspiré ces édits, et interdit aux femmes, mariées ou non mariées, d'intercéder pour autrui. Le Sénat visait deux sortes d'actes : la fidéjussion et l'emprunt. Mais la jurisprudence, se conformant à l'esprit du sénatus-consulte, l'interpréta dans le sens d'une prohibition générale de s'obliger pour autrui. Elle y comprit également l'hypothèque constituée pour sûreté de la dette d'autrui. Elle fit plus encore ; elle appliqua le sénatus-consulte au cas où la femme aurait intercédé pour autrui sans le savoir. 
Mais s'il est interdit à la femme de s'obliger pour autrui, il ne lui est pas défendu d'aliéner. Elle pourra donc payer la dette d'autrui, faire une dation en paiement, déléguer son débiteur au créancier d'autrui. Ces actes entraînent un appauvrissement immédiat ; la femme qui les accomplit ne saurait se méprendre sur les conséquences qu'ils auront pour son patrimoine. Ils sont moins dangereux qu'une obligation dont les effets ne se feront sentir que plus tard. Il est, dit Ulpien, plus facile d'obtenir d'une femme une promesse qu'une donation. La femme pourrait d'ailleurs, si l'aliénation qu'elle a consentie est imparfaite, invoquer le sénatus-consulte : c'est du moins ce qui semble résulter de deux textes appartenant à des jurisconsultes du IIe siècle. 
La prohibition, établie par le sénatus-consulte Velléien, est absolue. II y a cependant quelques cas où elle cesse de s'appliquer : 
- lorsque la femme s'est fait payer son intercession, quel que soit le prix qu'elle a reçu ;
- lorsqu'elle a intercédé pour doter sa fille, pour défendre son mari malade ou absent ;
- en cas de dol : la femme a trompé le créancier sur la nature de l'acte auquel elle a participé ;
- lorsque le créancier est un mineur de vingt-cinq ans et qu'il ne peut se faire payer par celui pour qui la femme a intercédé.

En cas de contravention au sénatus-consulte Velléien, le vœu du Sénat est que l’intercessio soit sans effet. Pourtant l’intercessio n'est pas nulle de plein droit. Le Sénat s'est borné à inviter les magistrats à faire respecter son avis. Aussi de deux choses l'une : ou la contravention sera manifeste, et le préteur refusera au créancier toute action contre la femme, ou il y aura doute, et dans ce cas, c'est sous forme d'exception que l'on viendra au secours de la femme. Cette exception est celle qui figure dans l'édit si quid contra legem senatusveconsultum factum esse dicetur. Dans son application particulière à l'intercession des femmes, on a l'habitude d'ajouter le nom du sénatus-consulte : on l'appelle « exception du sénatus-consulte Velléien ». Cette exception ne laisse pas même subsister une obligation naturelle. Aussi la femme qui par erreur aurait payé sans invoquer le bénéfice du sénatus-consulte pourrait-elle exercer la répétition de l'indu. Mais si elle a payé en connaissance de cause, elle ne peut plus tard se raviser, car il ne lui est pas défendu de payer la dette d'autrui. 
L'exception du sénatus-consulte n'est pas toujours suffisante : quand la femme s'est obligée à la place d'autrui, l'équité veut qu'on restitue au créancier qui ne peut agir efficacement contre elle, l'action qu'il avait contre son ancien débiteur. Tel est le but de l'action restitutoria promise par l'édit du préteur. Si au contraire l’intercessio est déguisée sous l'apparence d'une obligation nouvelle contractée par la femme, le préteur donnera au créancier une action contre le tiers pour lequel la femme s'est obligée (action institutoria). 
La réglementation de l’intercessio des femmes par le sénatus-consulte Velléien a été modifiée par Justinien à deux reprises, en 530, puis en 556. Les innovations introduites par cet empereur ont trait à la forme et au fond du droit. Quant à la forme, toute intercessio doit être constatée par un acte public signé de trois témoins. L'inobservation de cette règle entraîne la nullité de l’intercessio ; il n'est besoin d'aucune exception pour la faire valoir. Quant au fond, Justinien autorise la femme à écarter la prohibition du sénatus-consulte, soit en réitérant sa promesse après un intervalle de deux ans soit en déclarant qu'elle a reçu le prix de son intervention ce qui lui fournit un moyen facile d'éluder la loi. La pensée de Justinien est de valider l’intercessio lorsque la femme manifeste une volonté sérieuse de s'obliger. Mais il n'est permis à la femme de renoncer au bénéfice du sénatus-consulte que pour obtenir la tutelle de ses enfants ou petits-enfants 7. 
Si Justinien a affaibli la prohibition édictée par le Velléien en cas d'intercession au profit d'un tiers, il l'a rendue plus rigoureuse lorsque la femme intercède pour son mari : cette intercession est toujours nulle. Une seule réserve est faite : lorsqu'il est prouvé que l'argent a profité à la femme. Cette réserve ne constitue pas une dérogation à la règle, car la définition même de l'intercession exclut les actes faits dans un intérêt personnel. 
La distinction établie désormais entre l'intercession faite au profit du mari ou d'un tiers résulte de la Novelle CXXXIV, c. 8, adressée en 556 au préfet d'Orient Petrus Barsyames. Elle est postérieure de vingt-six ans à la première modification apportée au sénatus-consulte Velléien ; elle procède d'une pensée différente. Justinien a voulu empêcher la femme de compromettre ses droits sur la dot en s'obligeant pour son mari. Il ne s'agit plus d'affirmer l'incapacité de la femme, mais de conserver la dot dans l'intérêt de la famille.

#### Incapacités partielles d'intercéder
Les militaires et les décurions sont frappés d'une incapacité partielle de se porter intercessores. D'après un rescrit d'Alexandre Sévère de l'an 223, il est interdit aux militaires pour des raisons d'utilité publique de défendre en justice au nom d'autrui. Une constitution de Léon de l'an 458 leur défend également de se porter fidéjusseurs ou mandatores d'un fermier (conductor), ne, omisso armorum usu, ad opus rurestre se con ferant, et vicinis graves praesumtione cinguli militaris existant. Cette incapacité leur est commune avec les décurions. Dès l'année 439, Théodose II le Jeune avait interdit aux curiales de cautionner l'obligation d'un conductor.

## Sources